# Lijst van rivieren in New Jersey
Dit is een lijst van rivieren in New Jersey.

## Alfabetisch
- Abbots Creek
- Albertson Brook
- Alloway Creek
- Ambrose Brook
- Arthur Kill (straat)
- Assiscunk Creek
- Assunpink Creek
- Back Creek
- Bass River
- Batsto River
- Bear Creek
- Beaver Brook
- Beden Brook
- Berrys Creek
- Big Flat Brook
- Bisphams Mill Creek
- Black Brook
- Black Creek
- Black River
- Bound Brook
- Bridge Branch
- Burrs Mill Brook
- Canoe Brook
- Cedar Creek (zijrivier van Barnegat Bay)
- Cedar Creek (zijrivier van Delaware Bay)
- Cedar Swamp Creek
- Clove Brook
- Cohansey Creek
- Cooper River
- Cory's Brook
- Crosswicks Creek
- Dead River
- Deepavaal Brook
- Delaware River
- Dennis Creek
- Dividing Creek
- Dwars Kill
- East Creek
- Elizabeth River
- English Creek
- Fenwick Creek
- First River (ook bekend als Mill Brook)
- Flat Brook
- Fleischer Brook
- Foulerton's Brook
- Friendship Creek
- Game Creek
- Goffle Brook
- Great Brook
- Great Egg Harbor River
- Great Swamp Brook
- Green Brook
- Greenwood Branch
- Hackensack River
- Ho-Ho-Kus Brook
- Hospitality Branch
- Hudson River
- Indian Grove Brook
- Kill Van Kull (straat)
- Lamington River
- Landing Creek
- Lawrence Brook
- Little Diamond Brook
- Little Egg Harbor River
- Little Flat Brook
- Lockatong Creek
- Manalapan Brook
- Manantico Creek
- Manasquan River
- Mannington Creek
- Manumuskin River
- Matchaponix Brook
- Maurice River
- Metedeconk River
- Mill Brook (ook bekend als First River)
- Millstone River
- Molly Ann Brook
- Mount Misery Brook
- Muddy Run
- Mullica River
- Musconetcong River
- Muskee Creek
- Musquapsink Brook
- Naakpunkt Brook
- Nantuxent Creek
- Navesink River
- Nescochague Creek
- Neshanic River
- North Branch Metedeconk River
- North Branch Rancocas Creek
- North Branch Raritan River
- Ogden Creek
- Oldmans Creek
- Oranoaken Creek
- Oswego River
- Overpeck Creek
- Oyster Creek
- Papakating Creek
- Pascack Brook
- Passaic River
- Paulins Kill
- Peckman River
- Penns Brook
- Pequannock River
- Pequest River
- Pochuck Creek
- Pohatcong Creek
- Pompton River
- Pump Branch
- Raccoon Creek
- Rahway River
- Ramapo River
- Rancocas Creek
- Raritan River
- Ridgeway Branch
- Roaring Ditch
- Rockaway Creek
- Rockaway River
- Rocky Brook
- Saddle River
- Salem River
- Scotland Run
- Second River
- Shrewsbury River
- Slippery Rock Brook
- Slough Brook
- Sluice Creek
- Smith Creek
- South Branch Metedeconk River
- South Branch Rancocas Creek
- South Branch Raritan River
- South River (zijstraat van Great Egg Harbor River)
- South River (zijstraat van Raritan River)
- Southwest Branch Rancocas Creek
- Sparkill Creek
- Spring Garden Brook
- Stephen Creek
- Still Run
- Stony Brook (zijstraat van Green Brook)
- Stony Brook (zijstraat van Millstone River)
- Stow Creek
- Swimming River
- Third River
- Toms River
- Toney's Brook
- Tuckahoe River
- Tulpehocken Creek
- Turtle Creek
- Union Branch
- Wading River
- Wallkill River
- Wanaque River
- Wawayanda Creek
- West Branch Wading River
- West Creek
- Westecunk Creek
- Whippany River
- Wickecheoke Creek
- Woodbridge Creek
- Yellow River

Alabama · Alaska · Arizona · Arkansas ·  Californië · Colorado · Connecticut · Delaware · Florida · Georgia · Hawaï · Idaho ·  Illinois · Indiana · Iowa · Kansas · Kentucky · Louisiana · Maine · Maryland · Massachusetts · Michigan · Minnesota · Mississippi · Missouri · Montana · Nebraska · Nevada · New Hampshire · New Jersey · New Mexico · New York ·  North Carolina · North Dakota · Ohio · Oklahoma · Oregon · Pennsylvania · Rhode Island · South Carolina · South Dakota · Tennessee · Texas · Utah · Vermont · Virginia · Washington (staat) · Washington D.C. · West Virginia · Wisconsin · Wyoming